# Ik had een wapenbroeder (roman)
Ik had een wapenbroeder is een roman van de Nederlandse schrijver Maarten 't Hart. Het boek kwam in 1973 uit bij de uitgeverij De Arbeiderspers.
De roman gaat over een dienstplichtig soldaat die verliefd is op een kameraad uit het leger. De soldaat wordt gedomineerd door zijn minnaar en geeft zich over aan travestie. Net als hij zich heel gelukkig voelt, slaat het noodlot toe.

## Verhaal
Ammer Stol is student Engels maar inmiddels opgeroepen om zijn militaire dienstplicht te vervullen. Hij trekt veel op met zijn slapie Arthur. Ammer is een stille, wat dromerige jongen, het tegenovergestelde van de luidruchtige en uitbundige Arthur. Ammer wordt verliefd op Arthur en de twee krijgen een relatie. Arthur is echter een uiterst gecompliceerde persoonlijkheid. Hij is bijvoorbeeld geobsedeerd door concentratiekampen en de macht die beulen daar hebben. Voordat hij in het leger kwam deed hij onderzoek naar het gedrag van ratten en ook daar kwam het thema macht om de hoek kijken. Arthur vertrouwt Ammer toe dat hij ook met meisjes heeft geslapen en hij is bijzonder mededeelzaam over Marijke Reehorst. Ammer wordt jaloers, zeker als Arthur ook nog gevoelens lijkt te hebben voor de sergeant Eelwout. Na een militaire oefening is er verlof en Arthur en Ammer reizen naar Amsterdam. Ze verblijven in het huis van Arthur waar Ammer vrouwenkleding en enige pruiken ontdekt. Ammer bekent dat hij zich graag eens wil omkleden tot een vrouw. Arthur steekt de draak met hem en zegt dat hij overdrijft, homoseksuelen willen helemaal geen vrouw zijn. Uiteindelijk helpt Arthur Ammer bij diens transformatie tot vrouw en maakt hem zelfs op met make-up. Samen lopen ze door de stad en Ammer is dolgelukkig. Hij wil altijd als vrouw bij Arthur blijven. Zijn vriend schrikt hiervan. Hij wil geen vaste relatie. Ze krijgen ruzie en Arthur verbreekt de relatie. De volgende morgen wordt de ruzie enigszins bijgelegd. Beide mannen besluiten wel vrienden te blijven, maar geen geliefden. Eenmaal terug in de kazerne worden ze opgeroepen voor schietoefeningen. Ammer staat naast Arthur. Als het pistool van Ammer lijkt te weigeren, draait hij zich naar Arthur. Het pistool gaat twee keer af en Arthur wordt dodelijk getroffen. Ammer wordt gearresteerd op verdenking van moord. Tijdens de verhoren krijgt hij te horen dat het motief voor de moord jaloezie is geweest. Er zijn getuigen die Arthur tijdens zijn verlof met een meisje hebben zien lopen. Dat dit meisje Ammer zelf is geweest in travestie wil hij niet zeggen. Later, als hij naar de begrafenis van zijn opa mag, weet Ammer op het kerkhof te ontsnappen en onder te duiken; hij vertelt zijn verhaal aan de bioloog Maarten.

## Opzet van het boek
De roman bestaat uit drie delen:
1. De Verhoren
2. Kleine oorlog
3. De grafkelders

## Achtergrond
Maarten ’t Hart maakt in zijn romans regelmatig gebruik van thema’s die meestal in thrillers of detectiveverhalen worden gebruikt. Een goed voorbeeld van een dergelijke roman is “De Kroongetuige”. Ook in “Ik had een wapenbroeder” verweeft ’t Hart een ‘suspence’ element. Tot op bijna op het einde van het boek is namelijk niet duidelijk wie het geheimzinnige meisje is geweest waarmee Arthur tijdens zijn verlof mee door Amsterdam liep. Pas als Ammer aan de bioloog Maarten vertelt dat hij zelf het meisje was in travestie vallen de puzzlestukjes op zijn plaats.
Maarten ’t Hart weet zijn obsessie voor travestie in deze roman onder te brengen. In zijn autobiografie “Het roer kan nog zesmaal om” vertelt hij al dat het zich verkleden in vrouwenkleren ondenkbaar was in zijn gereformeerde jeugd en toch verlangde de jonge Maarten hier hartstochtelijk naar. In een “Een deerne in lokkend postuur, persoonlijke kroniek 1999” (2000), in het hoofdstukje: ‘excursie; Wiesje’ vertelt hij hoe hij ademloos het boek Reis door de Nacht van Anne de Vries las. Hierin wordt de verzetsstrijder Koos opgevoerd die in travestie ontsnapt aan de SD en later voortdurend in vrouwenkleren rondloopt.
Schuld vormt een belangrijk element in het boek. Is de dood van Arthur een ongeluk of was het moord? De figuur van Arthur staat voor de macht. Arthur beheerst het leven van Ammer en speelt met hem. Bijvoorbeeld door hem aan te moedigen om zich als vrouw te verkleden. Op het moment dat Ammer zich hiermee gelukkig voelt, verbreekt Arthur de relatie en noemt hem een zwakkeling. Het is niet zo vreemd dat Arthur concentratiekampen fascinerend vindt en ratten bestudeert, het heeft allemaal met macht te maken. Ammer staat tegenover die macht. Hij is zacht en vrouwelijk. Toch is hij uiteindelijk degene die de trekker overhaalt. Althans de lezer mag uitmaken of dat ook inderdaad zo was. Ammer krijgt hierbij een soort Jezusrol, gesymboliseerd door de droom waarbij bij loting zijn schuld wordt bepaald en hij een glas wijn krijgt aangeboden. Het is een verwijzing naar Jezus als degene die de schuld van de mensheid overneemt en voor hen gaat sterven. Het glas wijn staat daarbij voor het laatste avondmaal.

## Hoofdpersoon
De eerste vierentwintig jaar van zijn leven worden beschreven in de eerste roman van deze auteur: "Stenen voor een ransuil." Ammer krijgt in die periode steeds meer medelijden met zijn vader, een gereformeerde dominee. Hij gaat op orgelles om tijdens de diensten te kunnen spelen en schrijft later preken voor hem. Met zijn moeder en zusje heeft hij een moeilijker relatie. Hij studeert af in Leiden en belandt in militaire dienst.
In de naam van de hoofdpersoon heeft Maarten 't Hart een klein woordgrapje gebruikt. Ammer Stol aan elkaar geschreven geeft Ammerstol. Ammerstol is een dorpje in Zuid-Holland, waarbij de plaatsnaam moet gelezen worden als Ammers tol. 't Hart was op het idee gekomen omdat hij eens de naam van de latere hoogleraar Assyriologie Marten Stol verkeerd had verstaan als 'Ammer Stol'.